# 洛阳北郊机场
洛阳北郊机场是一個中國機場，位於中国河南省洛陽市老城区与孟津区交界处的北郊邙山之巅，由中国民航飞行学院运营。

## 历史
- 1985年11月19日：动工兴建。
- 1987年9月26日：建成通航。
- 1993年，中国民航飞行学院三分院从四川广汉搬迁洛阳，与民航洛阳航空站整建制合并，组成中国民航飞行学院洛阳分院。
- 2008年，洛阳机场改扩建工程全面启动。
- 2010年4月，机场新候机楼投入运行。
- 2018年10月10日，洛阳北郊机场旅客吞吐量突破100万人次。
- 截至2018年12月31日，洛阳北郊机场全年旅客吞吐量131.5万人次，其中出入境旅客5.4万人次。同比增长29.0%，全国排名第87位；货邮吞吐量928.9吨，同比增长32.2%，全国排名第124位；飞机起降22.6214万架次，同比增长25.5%，全国排名第11位。

## 基础设施数据
- 跑道长度：2500米，跑道宽度：45米
- 双向一类盲降
- 新候机楼面积14800平方米
- 登机廊桥三个[7]

## 航班

### 境內航線[8]
| 航空公司     | 目的地                            |
| ------------ | --------------------------------- |
| 春秋航空     | 重庆、沈阳                        |
| 中国东方航空 | 北京/大兴、上海/虹桥              |
| 厦门航空     | 西宁、杭州                        |
| 中国南方航空 | 广州、呼和浩特、深圳              |
| 北部湾航空   | 三亚、海口、南宁                  |
| 乌鲁木齐航空 | 福州、乌鲁木齐                    |
| 江西航空     | 南昌、哈尔滨                      |
| 青岛航空     | 重庆、沈阳                        |
| 多彩贵州航空 | 贵阳                              |
| 成都航空     | 威海、成都/双流、乌兰浩特(经赤峰) |
| 春秋航空     | 重庆、沈阳                        |

### 港澳台/國際航線
| 航空公司     | 目的地        |
| ------------ | ------------- |
| 烏魯木齊航空 | 曼谷/素万那普 |